# Bebida de cereal tostado

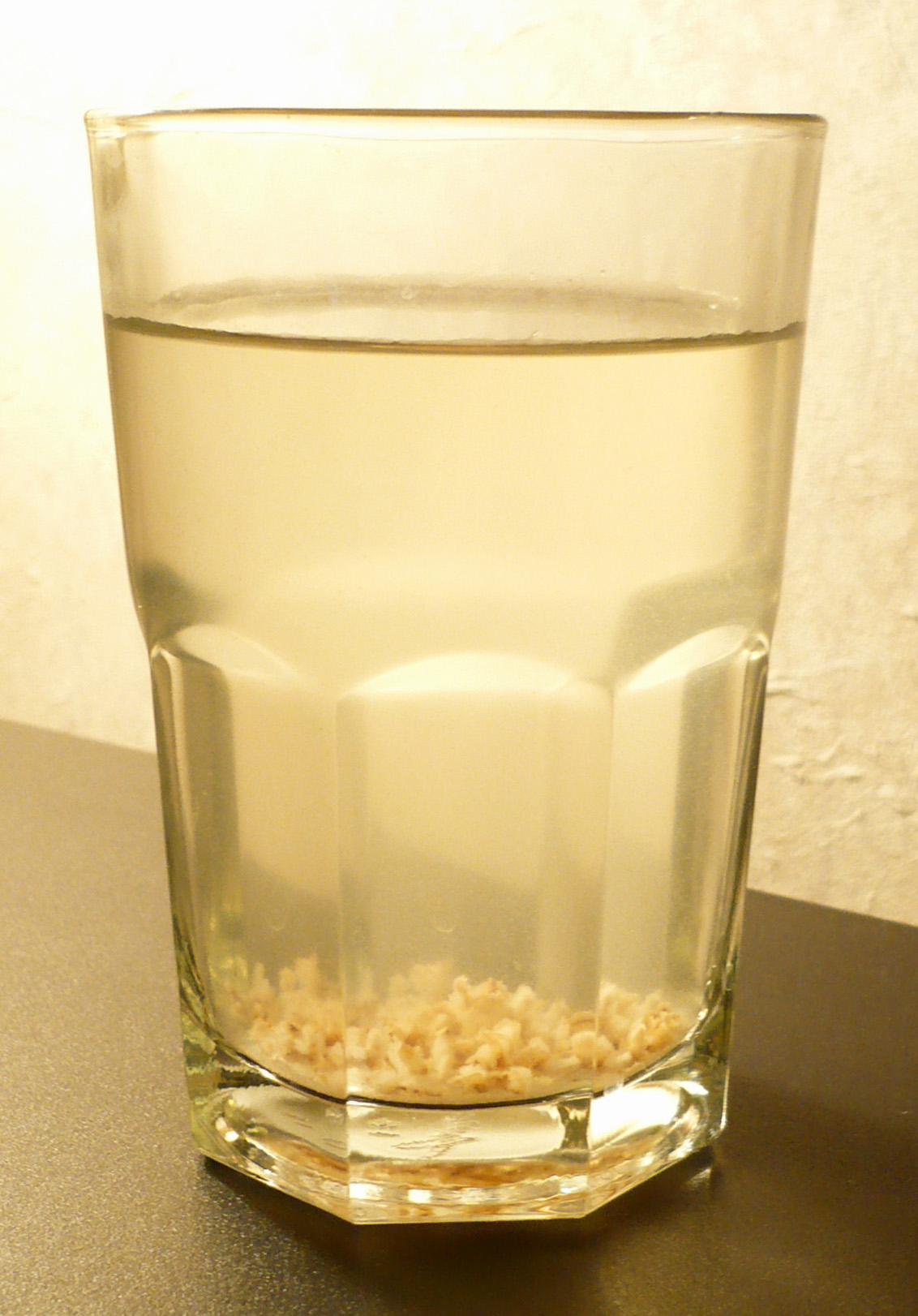
Un vaso de hyeonmi cha, una tisana coreana hecha hirviendo arroz integral tostado.

Una bebida de cereal tostado es aquella infusión caliente hecha de uno o más granos de cereal tostados y procesados comercialmente hasta obtener una forma en polvo o cristales que puede reconstituirse posteriormente en agua caliente. 

## Comercialización
El producto suele comercializarse como una alternativa libre de cafeína y teína al café y el té. Pueden encontrarse en tiendas de especializadas y en algunas tiendas de ultramarinos.
Algunos ingredientes comunes son la cebada tostada, la cebada malteada, el centeno, la achicoria, la melaza y la remolacha.

## Tisanas de cereal asiáticas
Las bebidas de cereal tostado son populares en las gastronomías de Polonia y este asiático, teniendo Japón, China y Corea sus propias versiones, normalmente grano tostado simplemente macerado en agua caliente.
- Genmaicha: té verde mezclado con arroz integral.
- Hyeonmi cha: arroz integral tostado macerado.
- Mugicha (boricha en coreano): una tisana hecha con cebada tostada y normalmente tomada como bebida fría en verano.
- Oksusu cha: una tisana de maíz tostado, que debido a su dulzor se sirve a veces mezclada o junto a mugicha para suavizar el amargor de éste.
- Sungnyung: hecha de arroz chamuscado hervido.